# Lista siturilor arheologice din județul Vâlcea - F
Lista siturilor arheologice din județul Vâlcea - F conține toate siturile arheologice din județul Vâlcea înscrise în Repertoriul Arheologic Național (RAN) și aflate în localități al căror nume începe cu litera F. RAN este administrat de Ministerul Culturii și Patrimoniului Național și cuprinde date științifice, cartografice, topografice, imagini și planuri, precum și orice alte informații privitoare la zonele cu potențial arheologic, studiate sau nu, încă existente sau dispărute.
Puteți căuta un sit din localitățile care încep cu litera F folosind formularul de mai jos sau puteți naviga prin toate siturile din județ la Lista siturilor arheologice din județul Vâlcea.
| Cod RAN                                   | Denumire                                                                                               | Localitate                      | Adresă | Datare      | Descoperit | Coordonate | Imagine           | Erori            |
| ----------------------------------------- | --- | ------------------------------- | ------ | ----------- | ---------- | ---------- | ----------------- | ---------------- |
| 169388.01.01 (Cod LMI: VL-I-s-B-09530)    | Așezarea hallstattiană de la Fedeleșoiu / ansamblu anonim (Categorie: locuire civilă) (Tip: Așezare)   | sat Fedeleșoiu, comuna Dăești   |        |             |            |            | Încărcați imagine | Raportați eroare |
| 170569.01.01 (Cod LMI: VL-I-m-B-09531.03) | Situl arheologic de la Fișcălia / ansamblu anonim (Categorie: locuire civilă) (Tip: Așezare)           | sat Fișcălia, comuna Ionești    |        |             |            |            | Încărcați imagine | Raportați eroare |
| 170569.01.02 (Cod LMI: VL-I-m-B-09531.02) | Situl arheologic de la Fișcălia / ansamblu anonim (Categorie: locuire civilă) (Tip: Așezare)           | sat Fișcălia, comuna Ionești    |        | geto-dacică |            |            | Încărcați imagine | Raportați eroare |
| 170569.01.03 (Cod LMI: VL-I-m-B-09531.01) | Situl arheologic de la Fișcălia / ansamblu anonim (Categorie: locuire civilă) (Tip: Așezare)           | sat Fișcălia, comuna Ionești    |        |             |            |            | Încărcați imagine | Raportați eroare |
| 169903.01.01 (Cod LMI: VL-I-s-B-09532)    | Așezarea din epoca romană de la Frâncești / ansamblu anonim (Categorie: locuire civilă) (Tip: Așezare) | sat Frâncești, comuna Frâncești |        |             |            |            | Încărcați imagine | Raportați eroare |